# Doubravice (Strakonicei járás)
Doubravice falu és önkormányzat (obec) Csehország Dél-csehországi kerületének Strakonicei járásában. A falu Strakonicétől mintegy 11 km-re északra, České Budějovicétől 62 km-re északnyugatra, és Prágától 91 km-re délnyugatra fekszik. Doubravice Mečichov, Hlupín, Lažany, Chrášťovice, Blatná, Třebohostice és Bratronice (Strakonicei járás) településekkel határos. Területe 7,45 km². Lakosainak száma 259 fő (2024. január 1.).
A település első írásos említése 1357-ből származik.

## Az önkormányzathoz tartozó települések
- Doubravice
- Nahošín

## Népesség
A település népessége az elmúlt években az alábbi módon változott:
| Lakosok száma | 478  | 528  | 507  | 340  | 294  | 249  | 281  | 277  | 270  | 259  |
|               | 1869 | 1890 | 1921 | 1950 | 1980 | 2001 | 2017 | 2019 | 2022 | 2024 |